# 丹後海陸交通
丹後海陸交通株式会社（たんごかいりくこうつう）は、京都府宮津市・京丹後市・与謝郡など丹後半島周辺地域で路線バス・船舶・ケーブルカーおよびリフトを運営している会社。同社のバスは丹海バス（たんかいバス）と呼ばれる。阪急阪神ホールディングスグループに属している。本社は京都府与謝郡与謝野町字上山田641番地の1。スルッとKANSAIには加盟していない。
かつては子会社として、貸切バス事業を行っていた丹海観光バス（京都市南区上鳥羽藁田。大阪市淀川区にも車庫）もあったが、貸切バス需要の減少のあおりを受け、1997年12月で事業を終了した。

## 歴史
- 1896年（明治29年）前身となる伊根汽船合資会社が宮津と伊根を結ぶ蒸気船を就航。
- 1944年（昭和19年）2月14日 国策による交通事業者統合に伴い、宮津地域のバスと汽船の5社が統合されて丹後海陸交通が設立[5]。
- 1951年（昭和26年）8月12日 天橋立ケーブルカー開業。
- 1964年（昭和39年）4月4日 天橋立リフト開業。

## バス事業

### 現行路線

#### 高速バス
<>は共同運行会社。
宮津・天橋立・峰山 - 大阪線 <阪急観光バス>
- 丹海峰山車庫 - 天橋立駅 - 宮津駅 - 新大阪駅 - 阪急三番街高速バスターミナル（梅田）
- 丹海峰山車庫 - 天橋立駅 - 宮津駅 - 大阪国際空港 - 新大阪駅 - 阪急三番街高速バスターミナル（梅田）

丹後 - 京都線
- 間人 - 網野駅 - 丹海峰山車庫 - 野田川丹海前 - 天橋立駅 - 宮津駅 - （京都縦貫自動車道） - 高速長岡京 - （京都縦貫自動車道・京滋バイパス・第二京阪道路・阪神高速8号京都線） - 京都駅
  - 2013年（平成25年）12月21日：経路変更に合わせて運行開始。

#### 一般路線バス
利用客の減少に歯止めを掛けるため、京丹後市が主体となり、2006年（平成18年）10月より同市域を運行する路線の運賃上限を200円に設定した。設定から3年後の2010年（平成22年）の利用客数は最も減少した時期の2倍にまで回復し、丹後海陸交通の運賃収入も2割近くアップし、2011年現在も増え続けている。利用者の中には、移動手段を自家用車からバスへ切り替えた者もいる。2013年（平成25年）10月1日からは丹後地域全域（同市隣接の宮津市・伊根町・与謝野町）に適用範囲が拡大された。
しかし運転手の人手不足が深刻化しており2024年2月、同年9月末及び2025年3月末をもって一部路線の再編・減便・廃止（福知山市からの撤退含む）を検討していると発表した。2024年6月1日には6路線で路線短縮や減便・休日運休化を行い、さらに10月1日にも減便ダイヤ改正を実施した。
（停留所名）は一部の便のみ停車。
伊根線
- 5 上宮津公民館 - 上宮津 - 宮津天橋高校宮津学舎前 - 宮津駅 - 天橋立駅 - 岩滝口駅 - 岩滝 - 東町 - 与謝の海病院 - 天橋立ケーブル下 - 犀川橋 - 伊根湾めぐり・日出 - 伊根 - 道の駅舟屋の里 伊根 - 伊根郵便局前
  - 多客時は上宮津⇔伊根湾めぐり・日出間で増発便が運行されることもある。

蒲入（かまにゅう）線
- 7 上宮津 - 宮津天橋高校宮津学舎前 - 宮津駅 - 天橋立駅 - 岩滝口駅 - 岩滝 - 東町 - 与謝の海病院 - 天橋立ケーブル下 - 犀川橋 - 伊根湾めぐり・日出 - 伊根 - 道の駅舟屋の里 伊根 - 大原口 - 本庄上 - 本庄小学校 - 蒲入
  - 2024年10月1日のダイヤ改正により、従前の7往復から平日3往復・休日2往復へと大幅減回された。

峰山線
- 25 野田川丹海前 - 水戸谷 - 三重 - 京丹後大宮駅 - （マイン前） - 菅 - 峰山 - 峰山駅

峰山四辻線
- 27 峰山駅 - 京丹後市役所前 - 峰山 - 途中ヶ丘運動公園前 - マイン前 - 河辺 - 大宮庁舎前 - 京丹後大宮駅 - 出合 - 奧大野 - 下常吉 - 上常吉 - 四辻
  - 平日のみ運行。

峰山延利線
- 28 峰山 - 京丹後市役所前 - 峰山駅 - 荒山 - マイン前 - 長岡 - ほくとしんきん大宮支店前 - 大宮庁舎前 - 三坂 - 上三重 - 森本 - 延利 - 小町公園
  - 平日のみ運行。

与謝線
- 30 天橋立ケーブル下 - 与謝の海病院 - クアハウス岩滝 - 岩滝 - 与謝野駅 - 水戸谷 - 野田川丹海前 - 四辻 - （ウイル） - 加悦庁舎 - SL広場西 - 与謝
  - 2009年の加悦フェローライン（加悦鉄道のバス部門が分社化して同社の廃止代替バスを運行していた）解散後、事実上の加悦鉄道代替バスとして運行されている。

与謝線・福知山線
- 32 天橋立ケーブル下 - 与謝の海病院 - クアハウス岩滝 - 岩滝 - 与謝野駅 - 水戸谷 - 野田川丹海前 - 四辻 - （ウイル） - 加悦庁舎 - SL広場西 - 与謝 - 雲原 - 下天津 - 天津大仙 - 下荒河 - （市民病院） - 市民病院前 - 福知山駅北口 - 福知山駅南口 - 共栄高校前
  - 平日のみ運行。

海岸線
- 46/44 マイン前 - 峰山駅 - 峰山 - 網野駅 - 網野 - （アミティ・網野庁舎前 - フレッシュバザール網野店前） - 丹後緑風高校網野学舎前 - 小浜 - 琴引浜 - 三津 - 間人 - 丹後庁舎前 - 平 - 宇川温泉よし野の里 - 中浜 - 袖志 - 経ヶ岬

丹後峰山線
- 47 マイン前 - 峰山 - 峰山駅 - 矢田橋 - 弥栄病院前 - 清新高校前 - 黒部 - 成願寺 - 丹後中学校 - 間人 - 丹後庁舎前 - 平 - 宇川温泉よし野の里 - 中浜 - 袖志 - 経ヶ岬

間人循環線
- 55/51 峰山駅 - 峰山 - 網野駅 - 網野 - （アミティ・網野庁舎前 - フレッシュバザール網野店前） - 島津 - 琴引浜 - 三津 - 間人 - 丹後庁舎前 - 丹後中学校 - 成願寺 - 黒部 - 清新高校前 - 弥栄病院前 - 矢田橋 - 峰山駅 - 峰山
- 56/52 峰山駅 - 峰山 - 網野駅 - 網野 - （アミティ・網野庁舎前 - フレッシュバザール網野店前） - 丹後緑風高校網野学舎前 - 小浜 - 琴引浜 - 三津 - 間人 - 丹後庁舎前 - 丹後中学校 - 成願寺 - 黒部 - 清新高校前 - 弥栄病院前 - 矢田橋 - 峰山駅 - 峰山

久美浜線
- 71 マイン前 - 峰山駅 - 峰山 - 新治 - 五箇 - 佐野甲 - 安養寺 - 野中 - 橋爪 - 久美浜病院前 - 十楽 - 久美浜駅

弥栄網野砂丘線　※旧：弥栄病院線
- Y6 清新高校前 - 弥栄病院前 - 弥栄あしぎぬ温泉 - 島津 - 福祉センター前 - 丹後緑風高校網野学前 - 八丁浜 - 浅茂川 - アミティ・網野庁舎前 - 網野 - 網野駅
- Y7 弥栄病院前 - 弥栄あしぎぬ温泉 - 島津 - 福祉センター前 - 丹後緑風高校網野学舎前 - 八丁浜 - 浅茂川 - アミティ・網野庁舎前 - 網野 - 網野駅
  - 平日のみ運行。

田井線
- 道の駅海の京都宮津 - 市役所前 - 宮津駅 - 暁星高校前 - 獅子崎 - ホテル&リゾーツ京都宮津 - 田井
  - 平日のみ運行。

与謝野町営バスひまわり 奧滝線
- 鹿ノ熊 - 山河公民館 - リフレかやの里 - 加悦庁舎 - ウイル - 野田川庁舎
  - 月曜日・水曜日・金曜日のみ運行。

与謝野町営バスひまわり 加悦奧線
- 加悦奧十番組 - 加悦奥公民館上 - 加悦庁舎 - ウイル - 野田川庁舎
  - 月曜日・水曜日・金曜日のみ運行。

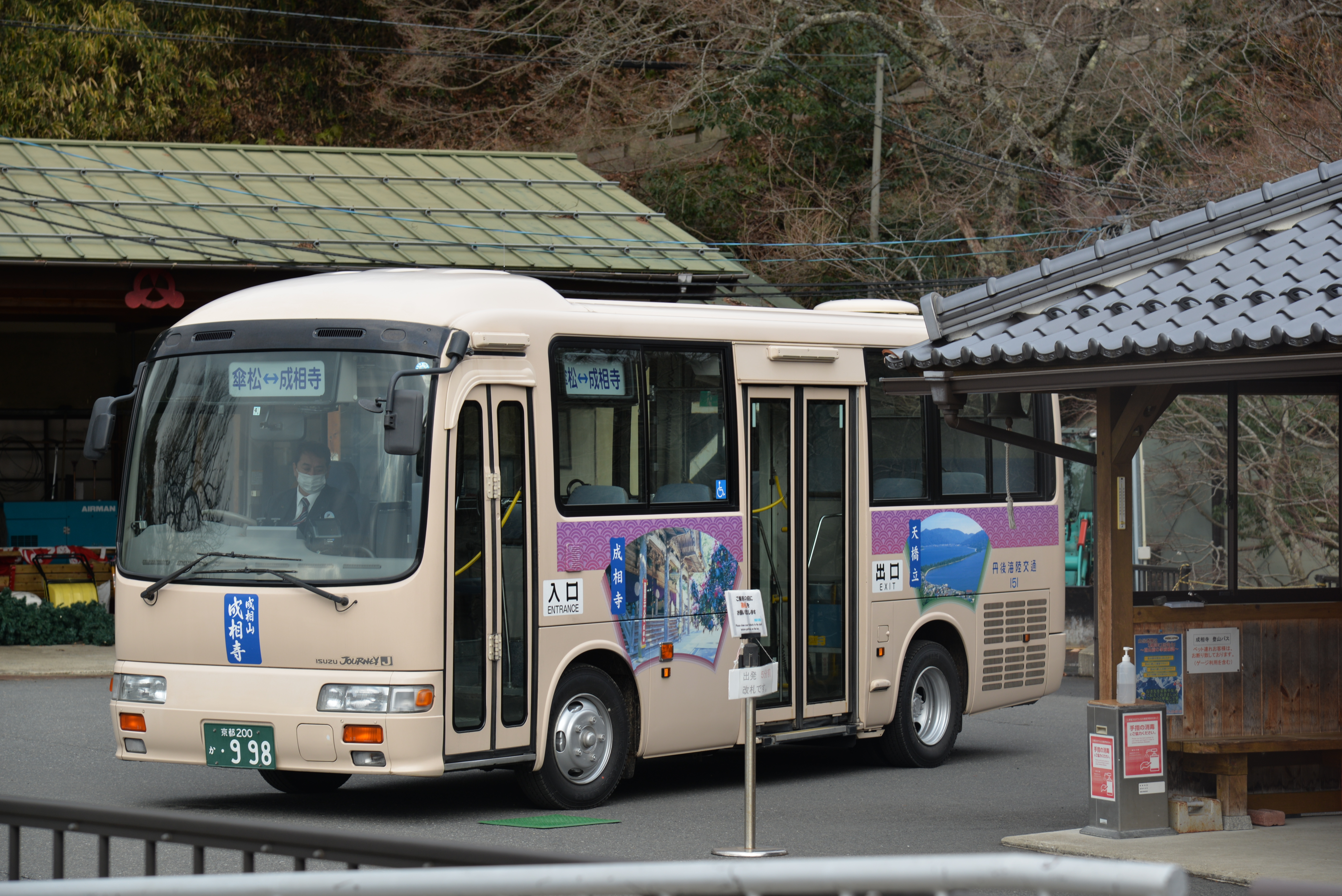
成相寺登山バス
- 傘松公園 ‐ 成相寺山門前 - 成相寺

### 過去の路線

#### 定期観光バス
丹後王国浪漫す号
- 天橋立駅 - 宮津駅 - 天橋立・伊根（舟屋）・経ヶ岬・琴引浜等を観光 - 網野駅 - 天橋立駅
  - 4月上旬 - 11月末日まで運行。
  - 月曜・金曜（休日を除く）はボンネットバスで運行。

- 2010年度をもって運行を終了した。

ぐるっと丹後周遊バス（ぐるたんバス）
- 宮津駅 - 道の駅海の京都宮津 - 天橋立駅 - 伊根湾めぐり日出 - 伊根 - 経ヶ岬展望所 - 宇川温泉よし野の里 - 屏風岩 - てんきてんき村 - 琴引浜 - 丹後王国「食のみやこ」 - 網野駅 - 浜詰・夕日ヶ浦
- 路線バスと同一の場所にある停留所でも、停留所名はそれと異なることもあった。
- 2014年より、4月もしくは7月から11月までの土曜・休日に運行していたが、2018年より運行していない。

丹後半島めぐり定期観光バス
しらばえ号
- 天橋立駅前 - ケーブル下 - 日出 - 舟屋の里公園 - 灯台台地 - 経ケ岬 - 古代の里資料館 - 網野駅前

コバルト号
- 網野駅前 - 間人 - 灯台台地 - 経ケ岬 - 日出 - ケーブル下 - 天橋立駅前

#### 高速バス
丹後 - 京都線（弥栄・京都市内ルート）

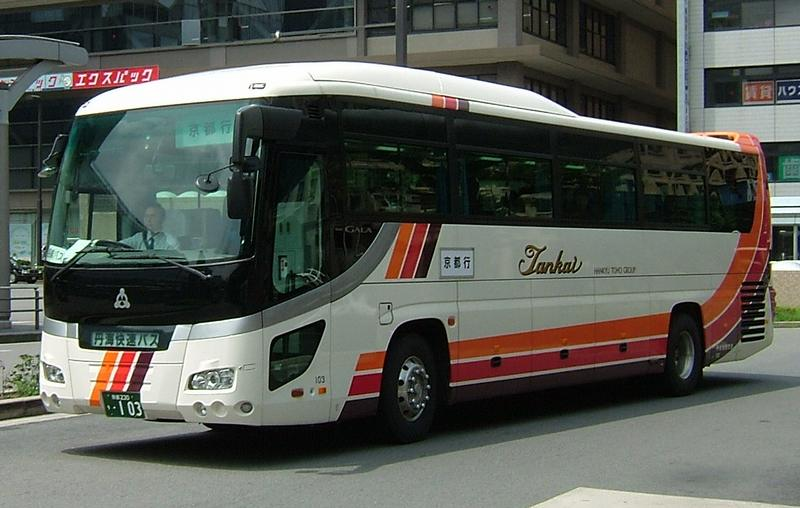
快速バス いすゞ・ガーラ

- 間人（たいざ） - 弥栄機業センター前 - 峰山案内所 - 野田川丹海前 - 天橋立駅 - 宮津駅 - （京都縦貫自動車道） - 京都駅
- 丹後海陸交通では、高速道路（京都縦貫自動車道）の未整備から、宮津・天橋立・峰山 - 大阪線（大阪行）を「高速バス」、丹後 - 京都線（京都行）を「快速バス」と呼称していたが、整備が進んだ2011年（平成23年）頃より「高速バス」に統一している。

#### 一般路線バス
（停留所名）は一部の便のみ停車。＜停留所名／停留所名＞はどちらかを経由。
蒲入線
- 8 上宮津 - 宮津天橋高校宮津学舎前 - 宮津駅 - 天橋立駅 - 岩滝口駅 - 岩滝 - 東町 - 与謝の海病院 - 天橋立ケーブル下 - 犀川橋 - 伊根湾めぐり・日出 - 伊根 - 道の駅舟屋の里 伊根 - 大原口 - 本庄上 - 本庄小学校 - 長延（ちょうえん） - 蒲入
- 9 上宮津 - 宮津天橋高校宮津学舎前 - 宮津駅 - 天橋立駅 - 岩滝口駅 - 岩滝 - 東町 - 与謝の海病院 - 丹後郷土資料館 - 天橋立ケーブル下 - 犀川橋 - 伊根湾めぐり・日出 - 伊根 - 道の駅舟屋の里 伊根 - 大原口 - 本庄上 - 本庄小学校 - 蒲入 - 経ヶ岬
- 2024年9月30日をもって末端部の蒲入⇔経ヶ岬間と長延地区乗り入れが廃止された。

佐濃南線
- 久美浜駅 - 久美浜病院前 - 友重 - 新庄 - 高龍小学校前 - 谷 - 安養寺 - 尉ヶ畑

京丹後市営バス佐濃南線を2019年3月まで受託していた（翌4月からは別の事業者が受託）。

日ヶ谷線
- 公民館前 - 大島 - 伊根診療所 - 田原 - 厚垣口 - 日ヶ谷 - 犀川橋 - 公民館前

2020年（令和2年）4月1日：廃止。
上宮津線
- 道の駅海の京都宮津 - 宮津駅 - 宮津高校 - 鳥が尾 - 喜多 - 盛林寺 - 小香河 - 金山 - 関ヶ淵 - 平戸 - 岩戸

2020年（令和2年）4月1日：廃止。
波見線
- 奥波見 - 梅ケ谷 - 中波見 - 里波見 - 波見 - 公民館前

2020年（令和2年）4月1日：廃止。

海岸線（島津回り）
- 45 峰山駅 - 峰山 - 網野駅 - 網野 - 島津 - 琴引浜 - 三津 - 間人 - 丹後庁舎前 - 平 - （宇川温泉よし野の里） - 中浜 - 袖志 - 経ヶ岬

2020年（令和2年）10月1日：廃止（小浜回りは存続）。

病院線
- 27 峰山 - 峰山駅 - 荒山 - （マイン前） - 河辺 - 大宮庁舎前 - 京丹後大宮駅 - 出合 - 奧大野 - 下常吉 - 岩屋上 - 四辻 - 石川 - 与謝野駅 - 岩滝 - クアハウス岩滝 - 与謝の海病院

2020年（令和2年）10月1日：廃止（峰山 - 四辻間は峰山四辻線として存続）。

島陰新宮由良線
- ＜由良脇公民館 - 丹後由良駅 - 由良脇公民館／狩場 - 新宮＞- 栗田駅 - 学校前 - （中津 - 島陰） - 宮津駅 - 道の駅海の京都宮津

2020年（令和2年）10月1日：廃止（由良地区は公共交通空白地有償運送に移行、島陰新宮地区は乗合タクシーに移行）。

日置世屋線
- 与謝の海病院 - 日置 - 金剛心院 - 宮前 - 下世屋 - 上世屋 - 世屋高原 - 体験実習館前

2021年（令和3年）4月1日：廃止（公共交通空白地有償運送に移行）。

伊根亀島線
- 宮津桟橋 - 岩滝 - 与謝の海病院 - 日出 - 伊根郵便局前

一の宮線
- ケーブル下 - 岩滝 - 宮津桟橋

滝線
- 宮津桟橋 -＜石田橋／石川＞- 与謝

雲原線
- 雲原 - 天津出合 - 福知山

福知山線（旧）
- 峰山駅前 - 雲原 - 福知山

峰山線（旧）
- 宮津桟橋 - 岩滝 - 峰山 - 峰山駅前

水戸谷線
- 水戸谷 -＜岩滝 - 宮津桟橋／大宮駅前 - 峰山＞

岩屋線
- 宮津桟橋 - 岩滝 - 四辻 - 岩屋上

箱石線
- （久美浜駅-） 箱石 - 網野駅前 - 網野高校前 - 浅茂川 - 峰山

経ヶ岬線（旧）
- 経ヶ岬 -＜此代／乗原＞- 間人

間人線
- 間人 - 溝谷 - 峰山

布袋野線
- 久美浜駅 - 友重 - 布袋野

伊根バス
伊根町のコミュニティバスを受託運行していた。2022年3月31日をもって運行を終了し、予約型乗合タクシー「いねタク」に転換された。
伊根バス 津母日出線
- 伊根小学校 - 伊根診療所 -  大原口 - 新井 - 小泊 - 津母
  - 平日のみ運行。

伊根バス 亀島日出線
- 伊根診療所 - 伊根浦公園 - 鳥屋 - 伊根郵便局前 - 慈眼寺下 - 亀山
  - 平日のみ運行。

伊根バス 筒川日出線・筒川本庄線・野室本庄線
- 寺領 - 野村 - 越山 - 菅野 - 成 - 伊根診療所
- 寺領 - 野村 - 越山 - 成 - 菅野 - 越山 - 野尻 - 本庄診療所 - 野尻 - 成 - 伊根診療所
- 寺領 - 野村 - 越山 - 菅野 - 成 - 越山 - 野尻 - 本庄診療所 - 本庄小学校
- 本庄診療所 - 本庄小学校 - 野室
  - 平日のみ運行。

## 車両
いすゞ車を中心に導入している。
路線バスは中型ノンステップ車を中心とした陣容になっているが、観光客が多く利用する伊根線・蒲入線には大型ノンステップ車も運行されている。

## 船舶事業

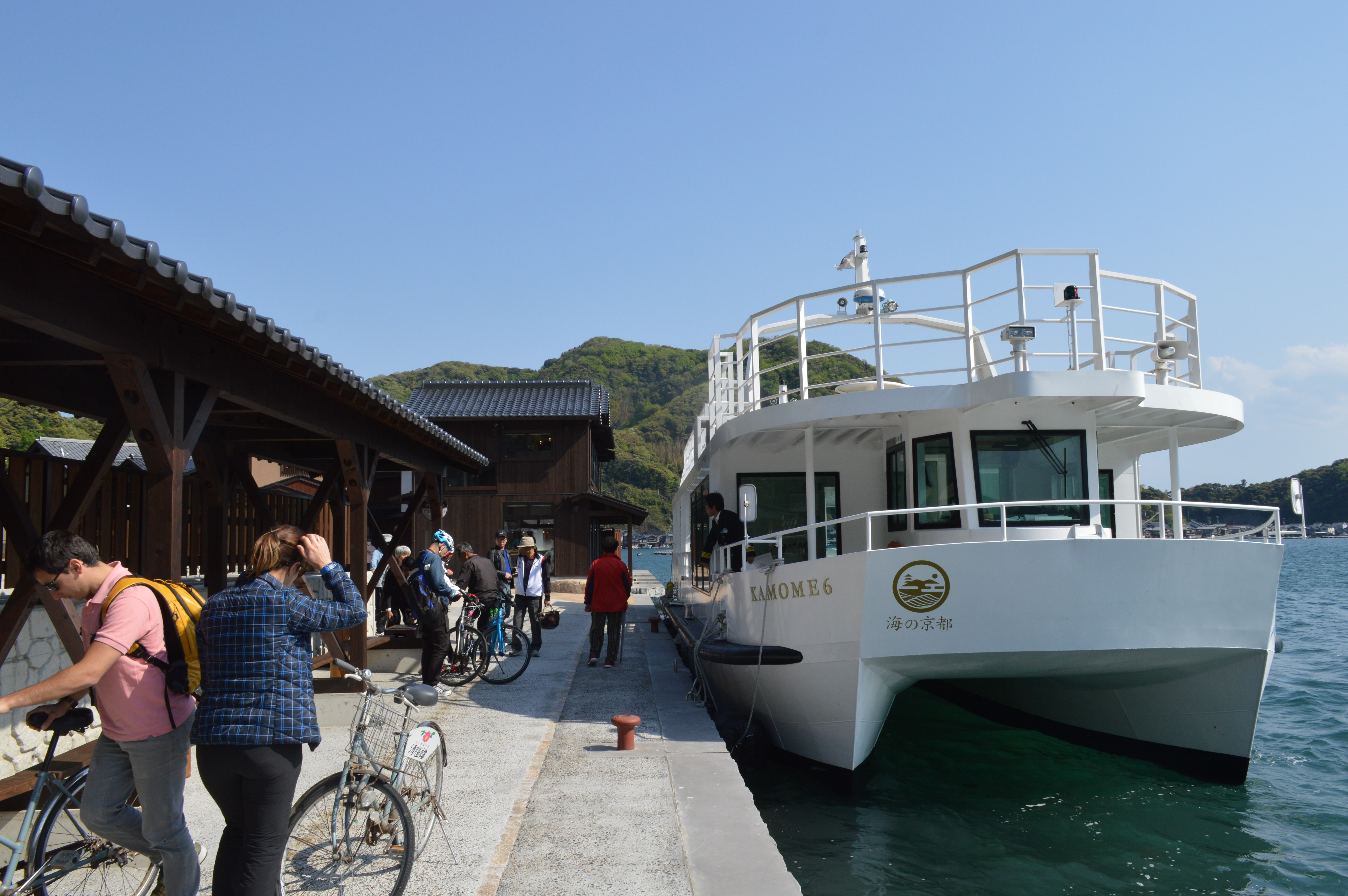
伊根湾めぐり遊覧船「かもめ6号」

- 天橋立観光船 （宮津 - 天橋立 - 一の宮）
- 伊根湾めぐり遊覧船

このほか、天橋立 - 一の宮間には観光船とは別に、待たずに乗れる「特急モーターボート」も随時就航しているが、そちらを利用した場合、観光船よりも乗船料金は割高となる。
また、かつて1983年まで宮津 - 伊根浦を結んでいた定期航路を2014年8月2日より土曜・休日限定で31年ぶりに復活させた（伊根航路）。この年は10月26日まで運航し、2015年は4月4日 - 11月3日まで、2016年は4月29日 - 11月6日、2017年は4月29日 - 11月5日の土曜・休日に運航。2018年は7月下旬 - 9月末まで、2019年は7月下旬から8月末の土曜・休日に運航した。

## 鉄道・索道事業
- 天橋立鋼索鉄道（天橋立ケーブルカー）
- 天橋立リフト

## コミュニティバス受託
- 与謝野町コミュニティバス
- 伊根町営バス - 2022年3月まで
- 京丹後市営バス佐濃南線 - 2019年3月まで